# Brigadeartillerie
Als Brigadeartillerie wird ein Brigadeartilleriebataillon (BrigArtBtl) als Truppenteil der Artillerie bezeichnet, das einer Kampftruppenbrigade unterstellt ist. Die Unterstellung kann bereits in der Friedensgliederung erfolgen oder erst im Einsatz und V-Fall. Die Artilleriekräfte der den Brigaden unmittelbar übergeordneten Ebene ist die Divisionsartillerie, darüber heute seltener die Korpsartillerie.

## Bundeswehr

### Kalter Krieg

#### Gliederung
Im Heer der deutschen Bundeswehr bestand die Brigadeartillerie in der Gliederung des Feldheeres nach Heeresstruktur 4 je Brigade grundsätzlich aus einem Panzerartilleriebataillon als Brigadeartilleriebataillon. Es trug grundsätzlich die gleiche Nummer wie die Brigade und die Endziffer 5.
Jedes Brigadeartilleriebataillon bestand grundsätzlich aus einem Stab und mehreren (meist drei) unterstellten Rohrbatterien. Jede Rohrbatterie hatte zwei Züge à drei Panzerhaubitzen M109. Im Einsatz wäre der Bataillonskommandeur aus dem Gefechtsstand der Brigade als Brigadeartillerieführer eingesetzt worden. Das Brigadeartilleriebataillon selbst hätte der stellvertretende Bataillonskommandeur geführt.

#### Auftrag
Mit der Brigadeartillerie konnte der Brigadekommandeur vor allem seine Kampftruppen artilleristische Feuerunterstützung geben. In erster Linie erfolgte diese bei den im Schwerpunkt eingesetzten Kampftruppen. Der Brigadekommandeur hatte jedoch auch die Möglichkeit, den Feuerschwerpunkt rasch zu verlegen. Nachrangig war der Auftrag Kampf mit Feuer, bei dem wichtige Ziele in der Tiefe des Raumes bekämpft werden. Dazu fehlte es auch an entsprechend weitreichenden Aufklärungs- und Wirkmitteln.
Die Artilleriebeobachter des Brigadeartilleriebataillons wurden einer Kampftruppenkompanie auf Zusammenarbeit angewiesen. Sie wurden vom Feuerunterstützungsoffizier geführt, der dem Bataillonskommandeur der Kampftruppe auf Zusammenarbeit angewiesen und dessen artilleristischer Berater war. Das Artillerieaufklärungsradar konnte zur Ziel- und Lageaufklärung beitragen.
Der Einsatz von Sondermunition im Rahmen der nuklearen Teilhabe war auf Brigadeebene nicht vorgesehen.

### Heute
Heute gibt es noch vier aktive Artilleriebataillone in der Bundeswehr, drei davon Divisionsartillerie und ein Brigadeartilleriebataillon (ArtBtl 295). Artilleriekräfte auf Korpsebene sind nicht mehr vorgesehen.